# Embelia coriacea
Embelia coriacea är en viveväxtart som beskrevs av Nathaniel Wallich. Embelia coriacea ingår i släktet Embelia och familjen viveväxter. Inga underarter finns listade i Catalogue of Life.